# 名古屋市立吉根小学校
名古屋市立吉根小学校（なごやしりつ きっこしょうがっこう）は、愛知県名古屋市守山区吉根一丁目にある公立小学校。

## 通学区域
- 通学区域は青葉台、桔梗平一丁目、桔梗平二丁目、桔梗平三丁目、吉根一丁目、吉根二丁目、吉根三丁目、吉根南、笹ヶ根一丁目、笹ヶ根二丁目、笹ヶ根三丁目、鼓が丘一丁目などであり、公立中学校の進学先は名古屋市立吉根中学校である[1]。

## 沿革
学区がある吉根（東春日井郡吉根村→東春日井郡志談村大字吉根→東春日井郡志段味村大字吉根→守山市大字吉根）には、明治28年に志段尋常小学校吉根分教場が設置され、明治34年には吉根尋常小学校として独立校となっている。その後、大正元年の学校の再編により廃校となっている。
- 2007年（平成19年）4月 - 名古屋市立志段味西小学校から分離し、開校する。

## 交通アクセス
- ゆとりーとライン「下島」バス停より徒歩約3分。

## 周辺施設
- 名古屋市立吉根中学校
- 名古屋市立志段味西小学校
- イオン守山店
- 倶利加羅不動寺
- 強巴林